# Farthest Frontier
Farthest Frontier — градостроительный симулятор с элементами симулятора выживания, разработанный и изданный студией Crate Entertainment. Игра была выпущена в раннем доступе для Microsoft Windows в 2022 году. Игрок должен управлять средневековым поселением — развивать и защищать его от опасностей. Farthest Frontier содержит детально проработанные механики земледелия и болезней, от которых может пострадать поселение.

## Игровой процесс
Farthest Frontier представляет собой градостроительный симулятор с элементами симулятора выживания в духе игры Banished: игрок должен выстроить средневековое поселение и управлять им, распределяя ограниченные ресурсы так, чтобы сохранить жизни жителей. Игрок начинает каждое прохождение в одном из четырёх «биомов» — диких местностей с теми или другими природными условиями. Под его управлением находится группа переселенцев, пытающихся обустроить жизнь на новом месте. Игрок должен поручать им задания — собирать древесину, строить дома, находить пищу, защищаться от волков и медведей. В Farthest Frontier  присутствует детально разработанная система земледелия — игрок должен учитывать плодородие почвы, каменистость и присутствие сорняков, организовывать севооборот с разными культурами так, чтобы обеспечить наилучший урожай, бороться с последствиями жары, заморозков и болезнями растений типа мучнистой росы. Запасённая еда портится со временем — игрок должен продумывать её хранение и расходование. Зерно хранится долго, но его нельзя есть в сыром виде — нужно молоть из него муку и печь хлеб, а для этого нужны специальные здания. Жители поселения также могут заболеть различными болезнями — игрок должен собирать ягоды и сажать зелень, чтобы избежать цинги, обеспечивать поселенцев одеждой и обувью для защиты от столбняка и бешенства при нападениях диких животных и тому подобное. Заразные болезни типа холеры или бубонной чумы могут полностью истребить поселение, если с ними не бороться. В мире игры существуют и другие группировки, с которыми можно торговать или воевать, и воры, которые могут напасть на поселение. Некоторые здания приносят деньги, и некоторые задания для поселенцев — например, роли солдат, охраняющих поселение — требуют оплаты деньгами. Солдаты и защитные постройки — стены и сторожевые башни — помогают защитить поселение от внешних опасностей. «Режим пацифиста» отключает внешние угрозы для тех игроков, кто предпочитает строить город в мире. Даже из самого тяжёлого положения можно выбраться — пока игрок успешно управляет поселением и жители довольны, прибывают новые переселенцы, и население растёт.

## Разработка и выпуск
Компания Crate Entertainment, наиболее известная по action/RPG Grim Dawn, объявила о разработке Farthest Frontier в январе 2021 года. Первоначально планировалось выпустить игру в 2021 году, однако в ноябре того же года релиз был перенесён на 2022 год для доработки игровых механик и оптимизации. 9 августа 2022 года игра была выпущена в раннем доступе Steam. 
В период раннего доступа разработчики выпустили несколько крупных обновлений. В одном из таких обновлений августе 2023 года было добавлено здание храма. Этот храм не представляет какую-либо из известных религий — игрок может «персонализировать» веру поселян, выбирая определённые реликвии. Эти реликвии дают определённые бонусы — например, позволяют повысить рождаемость или ускорить рост растений. В марте 2024 года была расширена военная система: добавлены новые типы солдат, улучшено управление войсками и введены здания для разведения домашних животных. В 2024 году выход полной версии игры был ещё раз отложен на 2025 год. Разработчики объясняли перенос прежде всего необходимостью технической оптимизации.

## Отзывы и продажи
Лина Хейфер из IGN в обзоре версии игры в раннем доступе в августе 2022 года отметила, что благодаря реалистичным цепочкам производства еды и ситуациям, требующим решения проблем, в игре есть от чего получить удовольствие. Она в то же время жаловалась на технические проблемы и считала, что игре следовало бы ещё пропечься в «печи раннего доступа». Райнер Хаузер, рецензент немецкого сайта GameStar, рассматривал игру как неожиданного конкурента популярной в Германии серии градостроительных симуляторов Anno — достаточно многообещающего, чтобы в будущем соперничать с этими играми. Он отмечал качественную графику игры и продуманные экономические цепочки, но сетовал на недостаток контента и опять же технические проблемы. Роберт Пёрчезе из Eurogamer считал раннюю версию игры «отличным началом», сравнивая её состояние в раннем доступе с состоянием только что основанного поселения, которому ещё предстоит расти и развиваться.
За первую неделю продаж в раннем доступе игра разошлась тиражом более 250 тысяч копий. К июню 2024 года продажи достигли 1 миллиона копий.